# Mangava-oriental
A mangava-oriental (Vespa orientalis) é uma espécie de vespa comum no Mediterrâneo.